# Jay Mohr
Jon Ferguson "Jay" Mohr, född 23 augusti 1970 i Verona i Essex County, New Jersey, är en amerikansk skådespelare.
Mohr har varit gift med Nicole Chamberlain mellan november 1998 och december 2004 och har ett barn med henne. Han är omgift med Nikki Cox sedan 29 december 2006 och paret har en son född 2011.

## Filmografi
- 1995 – Vicken loser
- 1996 – Jerry Maguire
- 1997 – Drömbilden
- 1997 – Suicide Kings
- 1998 – Paulie (röst)
- 1998 – Små soldater
- 1998 – Mafia!
- 1998 – Sex lektioner i kärlek
- 1999 – 200 Cigarettes
- 1999 – Go
- 2000 – Cherry Falls
- 2000 – Skicka vidare
- 2001 – Speaking of Sex
- 2002 – Pluto Nash
- 2002 – S1m0ne
- 2003 – Scrubs, avsnitt My Own Private Practice Guy (gästroll i TV-serie)
- 2004 – Seeing Other People
- 2005 – Are We There Yet?
- 2005 – King's Ransom
- 2006 – Even Money
- 2006 – Pojkar vill... Killar kan!
- 2006 – Scarface: The World Is Yours (röst i datorspel)
- 2006–2008 – Ghost Whisperer (TV-serie)
- 2008–2011 – Gary Unmarried (TV-serie)
- 2011–2013 – Suburgatory (TV-serie)
- 2013 – Burt Wonderstone